# Funny Farm
Funny Farm er en amerikansk komediefilm fra 1988 instrueret af George Roy Hill efter manuskript af Jeffrey Boam baseret på romanen af samme navn af Jay Cronley. Filmen har Chevy Chase og Madolyn Smith i hovedrollerne som ægteparret der flytter ud på landet for at finde fred og ro, men i stedet finder en tilværelse blandt tossede bonderøve og lede naboer.

## Medvirkende
- Chevy Chase
- Madolyn Smith
- Kevin O'Morrison
- Mike Starr
- Glenn Plummer
- Kevin Conway
- Joseph Maher
- Bill Fagerbakke
- Nicholas Wyman
- William Newman